# Jarmila Machačová
Jarmila Machačová (ur. 9 stycznia 1986 w Havlíčkův Brodzie) – czeska kolarka torowa i szosowa, dwukrotna medalistka mistrzostw świata i brązowa medalistka mistrzostw Europy.

## Kariera
Pierwszy sukces w karierze Jarmila Machačová osiągnęła w 2006 roku, kiedy zdobyła brązowy medal w wyścigu punktowym podczas mistrzostw Europy młodzieżowców. Wynik ten powtórzyła na rozgrywanych pięć lat później mistrzostwach Europy w Apeldoorn. W 2011 roku wzięła także udział w mistrzostwach świata w Apeldoorn, gdzie rywalizację w wyścigu punktowym zakończyła na drugiej pozycji, za Taccianą Szarakową z Białorusi. W 2013 roku Czeszka zwyciężyła w swej koronnej konkurencji na mistrzostwach świata w Mińsku, bezpośrednio wyprzedzając Meksykankę Sofíę Arreolę i Włoszkę Giorgię Bronzini. Startuje także w wyścigach szosowych - jest między innymi mistrzynią kraju w indywidualnej jeździe na czas z 2012 roku. Jak dotąd nie brała udziału w igrzyskach olimpijskich.